# Sazerac
Sazerac är en cocktail med cognac, absint, Peychaud's Bitters och socker. Den garneras med ett citronskal.
Joan Didion skriver i ”Anteckningar ”: ”En dag på Marylands östkust ägnade vi timmar åt att göra räkbisque, för att sedan dividera om hur mycket den skulle saltas, och eftersom han hade druckit sazeracs i flera timmar öste han i salt för att bevisa att han hade rätt”.